# 東京室内管弦楽団
一般社団法人東京室内管弦楽団（とうきょうしつないかんげんがくだん、英語:TOKYO Chamber Orchestra）は、東京都港区に本拠地を置く日本のプロオーケストラの一つ。略称は東室（とうしつ）。主な活動拠点は、東京文化会館小ホール、紀尾井ホール。

## 沿革
- 1928年、自主運営オーケストラとして東京室内管弦楽団の名称をはじめ、様々な名称で活動が開始される。
- 1954年、岩窪ささをが音楽監督・指揮者・主宰者となる。クラシックの管弦楽曲のほか、独自の編曲による映画音楽、タンゴ・ポップス等を採り上げた「ポップスコンサート」（※当時は「ムード音楽・ムードコンサート」）を始める。
- 1964年、オーケストラ鑑賞教室の事業を展開。
- 1968年、日本・琉球・アメリカ親善文化使節として、民間のオーケストラとしては戦後初の琉球・アメリカ公演を行う。
- 1975年、日本・フィリピン親善公演を行う。
- 1981年、日米交歓チャリティー「青少年のための音楽会」ヤング・アメリカンズと協演。同年、世界野生生物基金（現：世界自然保護基金）チャリティー出演。
- 1980年代後半、すぎやまこういち氏と「ドラクエ・コンサート」シリーズを手がけ、ゲーム音楽のオーケストラでの実演の先駆的取り組みとなる。[1]
- 1992年、「東京室内管弦楽団100ストリングス〜大編成POPSの魅力〜」江藤俊哉コンマスで始動。
- 2000年、法人化。
- 2009年、アドヴァイザーに橘直貴、小澤洋介、指揮者に菅野宏一郎を加え、新たな一歩を踏み出す。
- 2014年、ゲーム音楽に特化したプロフェッショナルなコンサートシリーズ「GAME SYMPHONY JAPAN」[2]（指揮・プロデュース志村健一）のレジデントオーケストラになる。

## 指揮者

### アドヴァイザー／プリンシパルコンダクター
- 橘直貴

### コンダクター
- 菅野宏一郎
- 志村健一（ミュージック・パートナー）

### 永久名誉指揮者
- 岩窪ささを

## 主要な演奏家

### コンサートマスター
- 根来由実
- 小笠原伸子

## 演奏会

### 自主公演
- 「The ファンタジーオブクラシック」（年2公演） - 紀尾井ホール
- 「Chamber Music Style」（年2公演） - 東京文化会館小ホール
- 「平日マチネ」（年2公演） - サントリーホール ブルーローズ
- 「ぼくとわたしのコンサートデビュー」（0歳から入れるコンサートシリーズ、年1公演）
- 「平和祈念コンサート」（年1公演）- 東京芸術劇場